# 垫江牡丹
垫江牡丹集中在垫江太平镇、澄溪镇、新民镇、桂溪镇、沙坪镇等地区，其中太平镇和澄溪镇栽植牡丹面积有1000多亩。牡丹品种繁多，当地人将其分为太平红、长康乐、鼠姑仙、梦神娇、富贵红、紫斑白、凤丹粉、高寒牡丹等20多个品种；花的颜色有红、白、粉紫、粉红、紫红等。

## 历史
- 垫江牡丹原指产于今重庆合川的牡丹。合川为古垫江县，西魏置合州，民国废州，更名为合川县。本地盛产牡丹，为皇室贡品（《通典·賦稅下》），称“垫江牡丹”。隋炀帝时，改合州为涪陵，以垫江之名移忠州（《康熙字典·土部·垫》。今垫江县借用原名。
- 公元前400多年前在垫江明月山中就生长有野生牡丹。
- 始建于南梁大通年间的垫江县新民镇大通寺，当年已把牡丹作为寺花栽培。

## 生长特性
垫江牡丹1月上半月根开始萌动，进入生长期，3月下半月到4月上半月开花，秋后叶片逐渐枯黄，10月下半月倒苗，完成一个年生长周期。垫江牡丹对气温要求严格，当气温5℃时，即开始生长，并随气温的升高而生长的速度会随之加快；夏季时气温升高，天气炎热，生长减慢，7月份进入休眠状态；秋季，温度下降，进入根皮快速生长期。11月下半月,随气温下降，枝叶枯萎，进入冬眠期。